# Alfredo Duhalde Vásquez
Alfredo Duhalde Vásquez (Río Bueno, 30 de junho de 1898 — Santiago, 10 de abril de 1985) foi um político chileno e presidente interino de Chile de 27 de junho de 1946 a 17 de outubro de 1946.

## Vida
Duhalde nasceu na cidade de Río Bueno, filho de Pedro Duhalde e de Zoila Vasquez. Depois de concluir o ensino fundamental em sua cidade natal, concluiu o ensino médio no Liceo de Aplicación em Santiago, onde se formou em 1916. Em seguida, estudou Direito na Universidade do Chile. Casou-se com Yolanda Heufmann e juntos tiveram 6 filhos: Yolanda, René, Sara, Carmen, Marta e Sonia.
Ele se juntou ao exército e foi comissionado como tenente de cavalaria. Posteriormente se dedicou a trabalhar suas terras nas áreas de Río Bueno e La Unión. Foi um dos fundadores do Banco Agrícola. Ele se juntou ao Partido Radical e foi eleito deputado em 1924 por Llanquihue e Carelmapu. Em 1933 foi reeleito, desta vez deputado por Valdivia, Osorno y La Unión.
Em 1939, o presidente Pedro Aguirre Cerda o nomeou Ministro da Defesa, cargo que ocupou até 1940, e novamente entre 1942 e 1944 no governo do presidente Juan Antonio Rios. Em 1945 foi eleito senador por Valdivia, Osorno, Llanquihue, Aysén, Chiloé e Magallanes. Em 26 de setembro do mesmo ano, foi nomeado Ministro do Interior, assumindo a vice-presidência durante a ausência do presidente Rios, que havia viajado para os Estados Unidos. O presidente Ríos voltou e reassumiu o poder em 3 de dezembro, mas já estava muito doente e teve que entregar seus poderes a Duhalde um pouco mais de um mês depois, em 17 de janeiro de 1946.
Duhalde assumiu novamente a vice-presidência até a morte do presidente Rios, em 27 de junho, quando se tornou presidente interino. Em 3 de agosto do mesmo ano, ele renunciou mais uma vez para disputar as primárias de seu partido para a próxima eleição presidencial, que perdeu para Gabriel González Videla, que venceu as eleições gerais no final daquele ano. Retomou a vice-presidência em 13 de agosto, tendo sido entretanto substituído pelo vice-almirante Vicente Merino, e continuou no cargo até 17 de outubro, quando finalmente deixou o cargo, sendo substituído por seu ministro do Interior, Juan Antonio Iribarren.
Ele permaneceu como senador até 1953, quando se aposentou definitivamente da política. Duhalde também foi diretor e presidente do Banco Osorno-La Unión (1960-1966), Presidente da Federação Atlética do Chile, sócio de Duhalde, Dibarrant and Co. e diretor honorário do Colo-Colo FC Morreu na cidade de Santiago em 1985.